# Suzanne Henriette de Lorraine
Suzanne Henriette de Lorraine, née le 1er février 1686  et morte le 19 octobre 1710, est une princesse de  la Maison de Lorraine, duchesse de Mantoue par son mariage avec Charles III Ferdinand de Mantoue (Charles de Gonzague), dernier duc de Mantoue.

## Biographie
Suzanne Henriette est l'avant-dernière fille de Charles de Lorraine, troisième duc d'Elbeuf, et de sa troisième épouse Françoise de Montault de Navailles. 
Ses deux demi-frères aînés, Henri de Lorraine et Emmanuel Maurice de Lorraine ont été successivement ducs d'Elbeuf et elle porte elle-même le titre de Mademoiselle d'Elbeuf. 
Issus d'une Maison "à l'instar de l'étranger", c'est-à-dire de la branche cadette et française d'une Maison dont le chef est un souverain étranger, les membres de sa famille reçoivent à la cour de France les honneurs rendus aux princes souverains.
En août 1703, à la mort de sa première épouse, Anne-Isabelle de Guastalla, sans enfant, Charles Ferdinand, duc de Mantoue et de Montferrat, 51 ans, demande la main de Suzanne Henriette, 17 ans, afin d'obtenir une alliance dynastique avec une autre maison ducale régnante et une descendance pour son duché.
Mademoiselle d'Elbeuf épouse le duc le 8 novembre 1704, à Milan, où elle a été emmenée par sa grand-mère Catherine-Henriette de Bourbon, fille légitimée du roi Henri IV de France. 
Le mariage, négocié à la cour de Louis XIV et en Lorraine, ne sera pas heureux et reste sans descendance. Les époux se séparent de fait dès 1706 et Charles Ferdinand meurt le 5 juillet 1708, laissant Suzanne Henriette veuve à l'âge de 22 ans.
Suzanne Henriette revient en France. Elle est impliquée dans une procédure entre Léopold, duc de Lorraine et Anne de Bavière, princesse de Condé, au sujet de l'importante succession de leur parente, Marie de Lorraine-Guise. 
Installée à Paris, elle y meurt en 1710 à l'âge de 24 ans. Elle est enterrée au Couvent des Jacobins du faubourg Saint-Germain, dans la crypte de son grand-père, le maréchal de Navailles. 
Saint-Simon a observé qu'elle est morte dans la fleur de sa jeunesse, après une longue maladie, notant également que, après avoir été considérée comme une beauté, son « bizarre » mariage avait été la cause d'une triste vie.

## Dans l'art
François de Troy a peint en 1704 son portrait,.
Hyacinthe Rigaud a peint en 1704-1709 les portraits de Suzanne Henriette et de son époux,.
Ces deux œuvres ayant appartenu à la collection William K. Vanderbilt, sont aujourd'hui conservées à Newport (Etats-Unis), par la Preservation Society of Newport County et ont fait partie de la rétrospective Hyacinthe Rigaud présentée au Musée de l'Histoire de France, à Versailles, en 2021.

## Titres
- 1er février 1686 - 8 novembre 1704 : Mademoiselle d'Elbeuf.
- 8 novembre 1704- 5 juillet 1708 : Son Altesse madame la duchesse de Mantoue.
- 5 juillet 1708 - 19 octobre 1710 : Son Altesse la duchesse douairière de Mantoue.